# Kadi Burhaneddin Ahmed
Kadi Burhaneddin Ahmed ou le Qadi Ahmad Burhân al-Dîn a été le vizir du beylicat des Eretnides. Il a pris le pouvoir alors qu’il assurait la régence du dernier des Eretnides (1381). Il crée alors sa propre principauté avec comme capitale Kayseri jusqu’à sa mort en 1398.
Issu d’une famille de juges et de lettrés d’origine oghouze, il pratique aussi bien l’arabe que le persan et naturellement le turc en affectant parfois d’utiliser le dialecte oghouze d’Azerbaïdjan. Il est l’auteur de poèmes mais aussi d’ouvrages scientifiques. Il est un des premiers à avoir écrit des poésies profanes. Érudit, il écrit des traités de jurisprudence en arabe et des poésies en persan et en turc. Sa principale œuvre est son diwan turc qui date de 1393-1395 et qui serait le plus ancien recueil de poèmes rédigé en langue turque dont l’unique exemplaire se trouve au British Museum de Londres.

## Biographie
Ahmed nait en 1345. Après avoir étudié à Alep, il s’installe à Erzincan. Il est encore très jeune lorsque l’Eretnide Giyaseddin Mehmed le nomme cadi.
Giyaseddin Mehmed meurt en 1365. Son très jeune fils Ali est désigné pour lui succéder. Il reçoit le même titre que son grand-père : Alaeddin. Les Karamanides profitent de cette situation pour prendre Niğde et Aksaray, puis Kayseri ce qui contraint Alaeddin Ali à se replier sur Sivas.
Burhaneddin Ahmed est marié à la seconde fille du Dulkadiride Süli Bey. Habîbe Selçuk Hatun une de ses filles se marie avec Süli Bey de sorte que Burhaneddin Ahmed est à la fois le gendre et le beau-père de Süli Bey. Elle meurt en 1447. Une autre de ses filles, Mısır Hatun se marie avec le neveu de Süli Bey.
Le cadi Burhaneddin Ahmed est en mesure de reconquérir Kayseri. Il devient vizir et atabeg d’Alaeddin Ali, mais ils ne parvient pas à reprendre tous les territoires pris par les Karamanides.
Alaeddin Ali règne nominalement jusqu’en 1380. Il meurt de la peste à Kazabad,.
Le fils d’Alaeddin Ali n’a que sept ans lorsqu’il accède au trône avec le titre de Çelebi Mehmed. C’est le gouverneur de Karahisar qui est désigné comme régent. Mais peu après il est assassiné par le cadi Burhaneddin Ahmed qui prend la régence. Burhaneddin Ahmed détrône Mehmed et se déclare sultan (1381). La dynastie des Eretnides a vécu.

### Le règne
Le règne de Burhaneddin Ahmed est marqué par de nombreux conflits avec ses voisins, l'émir d’Amasya et celui d’Erzincan, et contre les principautés de Candar, des Karamanides et des Taceddinoğulları (beys de Canik). Il parvient à leur imposer sa suprématie. Les bonnes relations avec le sultan mamelouk Barquq ne sont dues qu’à l’irruption de Tamerlan. Les relations avec les Ak Koyunlu sont d’abord tendues, puis s’améliorent après 1386.
Mehmed, le fils aîné de Burhaneddin Ahmed, meurt en 1391.
Les bonnes relations avec les Ottomans se détériorent après la bataille de Kosovo en 1389, à cause de l’expansionnisme des Ottomans. Ces derniers incitent les principautés des Taceddinoğulları  et des Jandarides à se révolter contre la domination de Burhaneddin Ahmed. La guerre devient inévitable entre lui et les Ottomans. Les deux armées se rencontrent dans la région de Kastamonu (1392). Cet affrontement se transforme en alliance contre l’irruption de Tamerlan.
En 1398, les relations avec les Ak Koyunlu empirent, Burhaneddin Ahmed doit affronter Kara Yülük Osman. Ce dernier capture Burhaneddin Ahmed et l’exécute.
Zeynelâbidin, le fils cadet de Burhaneddin Ahmed et de la princesse dulkadiride, est destitué en 1398 quelques semaines après la mort de son père. La principauté est annexée par Bayezid Yıldırım et devient une province ottomane, le beylerbeylik de Roum. Zeynelâbidin survit jusqu’en 1445.